# Fløjstrup Skov
Fløjstrup Skov er en cirka 220 hektar stor skov der ligger syd for Aarhus i forlængelse af Marselisborgskovene. Den ligger ned til stranden, fra Moesgård Strand , ved Giber Ås udløb, til lidt nord for Mariendal Strand. Skoven er en varieret løvskov med fugtige moser og lavninger og er rig på både planter og dyr. Der er mange stier og ruter i skoven, for både vandrere, motionsløbere, ryttere og mountainbikere. Der er tre bålpladser i skoven, der alle ligger tæt ved vandet.
Fløjstrup Skov er en del af Natura 2000 område nr. 234 Giber Å, Enemærket og Skåde Havbakker. Der er et rigt planteliv, med bl.a. rederod, alm. snylterod og flere perikonarter og et righoldigt svampeliv.